# Soledadiella pentaculeata
Soledadiella pentaculeata is een hooiwagen uit de familie Zalmoxioidae.